# لانتزو تورینزه
لانتزو تورینزه (به ایتالیایی: Lanzo Torinese) یک کومونه در ایتالیا است که در استان تورین واقع شده‌است.

## خصوصیات
لانتزو تورینزه ۱۰٫۴ کیلومترمربع مساحت و ۵٬۱۳۳ نفر جمعیت دارد و ۵۲۵ متر بالاتر از سطح دریا واقع شده‌است.